# Уэст-Джордан
Уэст-Джордан (англ. West Jordan; буквально: «Западный Джордан») — город в округе Солт-Лейк, в штате Юта, США. В 2010 году в городе проживали 103 712 человек. Уэст-Джордан — четвёртый город в штате по численности населения. Назван в честь реки Джордан, протекающей в пределах города.
Согласно бюро переписи населения США, общая площадь города — 80 км². С западной стороны города находится горный хребет Окер, с восточной стороны — протекает река Джордан.
Город-побратим — Воткинск, Россия.

## История
Уэст-Джордан — одно из первых поселений в Юте, основанное после Солт-Лейк-Сити, в 1848 году. Первыми поселенцами были семьи Мариуса Энсайн, Томаса Баттерфилда и Сэмюэла Эгберта. В 1850 году был построен канал из реки Джордан, который обеспечил воду для мельницы. В Уэст-Джордане была построена сахарная фабрика. В 1941 году город был инкорпорирован с населением меньше 2000 человек.

## Население
| Год переписи | Нас.   |  | %±     |
| ------------ | ------ |  | ------ |
| 1950         | 2107   |  | —      |
| 1960         | 3009   |  | 42,8%  |
| 1970         | 4221   |  | 40,3%  |
| 1980         | 27192  |  | 544,2% |
| 1990         | 42892  |  | 57,7%  |
| 2000         | 68336  |  | 59,3%  |
| 2010         | 103712 |  | 51,8%  |
| 2018         | 116046 |  | 11,9%  |

По данным переписи 2010 года население Уэст-Джордана составляло 103 712 человек (из них 49,7 % мужчин и 50,3 % женщин), в городе было 29 849 домашних хозяйств и 24 768 семей. Расовый состав: белые — 82,4 %. 17,7 % имеют латиноамериканское происхождение.
Население города по возрастному диапазону по данным переписи 2010 года распределилось следующим образом: 35,2 % — жители младше 18 лет, 4,2 % — между 18 и 21 годами, 56,0 % — от 21 до 65 лет и 4,6 % — в возрасте 65 лет и старше. Средний возраст населения — 28,2 лет. На каждые 100 женщин в Уэст-Джордане приходилось 98,9 мужчин, при этом на 100 совершеннолетних женщин приходилось уже 96,3 мужчин сопоставимого возраста.
Из 29 849 домашнего хозяйства 83,0 % представляли собой семьи: 65,7 % совместно проживающих супружеских пар (38,8 % с детьми младше 18 лет); 12,0 % — женщины, проживающие без мужей и 5,3 % — мужчины, проживающие без жён. 17,0 % не имели семьи. В среднем домашнее хозяйство ведут 3,46 человека, а средний размер семьи — 3,78 человека. В одиночестве проживали 12,7 % населения, 3,0 % составляли одинокие пожилые люди (старше 65 лет).
В городе присутствует община прихожан Русской православной церкви заграницей (РПЦЗ). В 2014 году был освящен принадлежащий ей храм святого Георгия Победоносца.

## Экономика
В 2017 году из 80 602 человек старше 16 лет имели работу 57 336. При этом мужчины имели медианный доход в 49 581 долларов США в год против 36 280 долларов среднегодового дохода у женщин. В 2017 году медианный доход на семью оценивался в 76 854 $, на домашнее хозяйство — в 72 083 $. Доход на душу населения — 25 375 $ в год. 5,3 % от всего числа семей в Уэст-Джордане и 7,5 % от всей численности населения находилось на момент переписи за чертой бедности. Уэст-Джордан соединён со столицей штата Юта Солт-Лейк-Сити линией скоростного трамвая.